# چپلی کباب
چپلی کباب (انگلیسی: Chapli Kabab) یک کباب گوشت چرخ‌کرده است که از گوشت گوساله، گوسفند یا مرغ تهیه می‌شود و شکل ظاهری آن شبیه همبرگر (گرد و تخت) است. خاستگاه این غذا  افغانستان و نواحی شمالی پاکستانبه ویژه شهر پیشاور مرکز ایالت خیبر پختونخوا است. این غذا در سرتاسر جنوب آسیا، هند، افغانستان و بنگلادش محبوب است.
در هند این کباب در شهرهایی همچون بهوپال، لکهنؤ، حیدرآباد و دهلی که جمعیت مسلمانان در آنها متراکم‌تر است، بیشتر مصرف می‌شود.
مصرف این غذا در داکای بنگلادش هم بسیار مرسوم است، اما به‌خصوص در عید قربان و افطار رمضان بیشتر صرف می‌شود..
چپلی کباب را معمولاً داغ و با نان ایرانی سرو می‌شود یا آنرا به صورت بن کباب می‌خورند.

## مواد لازم و طرز تهیه
کباب چپلی با گوشت چرخ‌کرده چاشنی زده‌شده تهیه می‌شود و گوشت آن ممکن است گوشت گاو یا بره/گوسفند باشد. مواد اصلی شامل آرد گندم، سبزی‌جات معطر و ادویه‌جات مختلف مانند پودر چیلی، گشنیز و همچنین مقادیر اندکی گوجه فرنگی، پیاز، تخم مرغ، زیره سبز، فلفل تند، نشاسته ذرت، نمک، بیکینگ پودر و آب لیموترش است.
کباب چپلی را می‌توان در روغن نباتی روی حرارت متوسط به میزان اندک یا زیاد سرخ کرد. برخی از سرآشپزها کباب‌ها را در چربی حیوانی روی اجاق‌های هیزمی سرخ می‌کنند تا طعمی ارگانیک داشته باشند. برخی از متخصصان خوراک‌شناسی با ذکر دلایل سلامتی-بهداشتی از این رویکرد اجتناب می‌کنند.

## طرز مصرف
پس از پخته شدن، کباب چپلی را می‌توان با جعفری، پیاز خردشده و گوجه فرنگی، همراه با سایر مخلفات همچون انواع سس‌های چتنی، سالاد، ماست، ترشی یا دانه‌های خوراکی تزیین و صرف کرد. کباب چپلی بهتر است معطر، آب‌دار و تُند سرو شود. این غذا، یک غذای ویژه آشپزی پشتون محسوب می‌شود و اغلب برای مهمانان سرو می‌شود. کباب معمولاً در وعده‌های غذایی همراه با نان، غذاهای برنجی چون کابلی پلو یا پیچیده لای نان (در اغذیه‌فروشی‌های خیابانی) سرو می‌شود. در زمستان، چای سبز به‌طور سنتی در کنار آن ارائه می‌شود، در حالی که در تابستان نوشیدنی‌های سرد ترجیح داده می‌شوند.